# Kekropis (Phyle)
Kekropis (altgriechisch Κεκροπίς) war die siebente von zehn Verwaltungsregionen (Phylen), in welche Kleisthenes bei seinen Reformen am Ende des 6. Jahrhunderts v. Chr. die attische Halbinsel einteilte. Von den drei früheren Zonen Attikas beinhaltete Kekropis wahrscheinlich die Trittyen Melite (vom Stadtbereich) und Aixone (vom Küstenbereich) sowie Athmonon (vom Binnenland).
Aus dem Binnen-Demos Phlya der Region stammte der große Tragödiendichter Euripides; der Küsten-Demos Aixone heißt heute Glyfada und ist ein Nobelvorort von Athen. Im antiken städtischen Bezirk Melite – westlich der Akropolis gelegen – wohnten der Feldherr Themistokles und (zwei Jahrhunderte später) der Philosoph Epikur.
Ihren Namen verdankte die Phyle dem mythischen König Kekrops. Ob es sich dabei um den schlangenschwänzigen Kekrops I. oder den (für die attische Königsliste abgeleiteten) Kekrops II. handelte, ist unklar, aber im Grunde nicht wesentlich.